# Frenchman Lake, Nova Scotia
Frenchman Lake är en sjö i Kanada.   Den ligger i provinsen Nova Scotia, i den sydöstra delen av landet, 1 000 km öster om huvudstaden Ottawa. Frenchman Lake ligger 66 meter över havet. Den ligger vid sjöarna  Albro Lake Lake Banook Lake Micmac Martin Lake och Spectacle Lake.
Runt Frenchman Lake är det i huvudsak tätbebyggt. Runt Frenchman Lake är det mycket tätbefolkat, med 1 056 invånare per kvadratkilometer.